# Mike (Fernsehserie)
Mike ist eine US-amerikanische Miniserie, die das Leben von Mike Tyson behandelt. Die Premiere der Miniserie fand am 25. August 2022 auf dem US-Streamingdienst Hulu statt. Im deutschsprachigen Raum erfolgte die Erstveröffentlichung der Miniserie am 16. November 2022 durch Disney+ via Star als Original.

## Handlung
Die Miniserie greift die bewegte und kontroverse Geschichte von Mike Tyson in einer fiktionalen Erzählung auf. Beleuchtet werden die Höhen und Tiefen von Tysons Boxkarriere und seinem Privatleben. Vom weltweit geliebten Spitzensportler zum Ausgestoßenen und wieder zurück. Gleichzeitig thematisiert die Miniserie verschiedene Aspekte der US-amerikanischen Gesellschaft. Dazu zählen z. B. Klassenunterschiede, die Kluft zwischen Arm und Reich, Ruhm, die Macht der Medien, der amerikanische Traum und schließlich die eigene Rolle bei der Gestaltung von Mikes Geschichte. Obwohl die Miniserie von wahren Begebenheiten inspiriert ist, wurden bestimmte Figuren, Ereignisse, Schauplätze und Dialoge in einer dramatisierten Form dargestellt.

## Besetzung und Synchronisation
Die deutschsprachige Synchronisation entstand nach den Dialogbüchern sowie unter der Dialogregie von Andreas Borcherding durch die Synchronfirma Wavefront Studios in München.

### Hauptdarsteller
| Rolle      | Schauspieler    | Synchronsprecher |
| ---------- | --------------- | ---------------- |
| Mike Tyson | Trevante Rhodes | Kevin Kasper     |
| Don King   | Russell Hornsby | Josef Vossenkuhl |

### Nebendarsteller
| Rolle                 | Schauspieler    | Synchronsprecher    |
| --------------------- | --------------- | ------------------- |
| Mike Tyson (als Kind) | Zaiden James    | Adrian Arnold       |
| Cus D'Amato           | Harvey Keitel   | Gudo Hoegel         |
| Lorna Mae             | Oluniké Adeliyi | Stefanie Dischinger |
| Billy Cayton          | Kale Browne     | Hans Bayer          |
| Camille               | Grace Zabriskie | Marion Hartmann     |

### Episodendarsteller
| Rolle                    | Schauspieler            | Synchronsprecher       |
| ------------------------ | ----------------------- | ---------------------- |
| Bobby Stewart            | Michael Drayer          | Felix Mayer            |
| Eddie                    | DeShawn Harold Mitchell | Stefan Lehnen          |
| Gary Flowers             | Kenneth Dion Johnson    | Niklas Gebendorfer     |
| Jugendlicher Häftling #1 | Leon Outlaw Jr.         | Leonard Rosemann       |
| TV-Moderator             | Milton Crosby           | Armin Hägele           |
| Harter Junge #1          | Joshua Garcia           | Linus Schweiger        |
| Teddy Atlas              | Ethan Dubin             | Sebastian Kempf        |
| Barkim                   | T.J. Atoms              | Henry Engels           |
| Barkim (als Kind)        | Camden Coley            | Levi Auer              |
| John Halpin              | Miles Doleac            | Gerhard Jilka          |
| Nelson Cuevas            | Vas Sanchez             | Daniel Pietzuch        |
| Joan Rivers              | Coley Campany           | Alisa Palmer           |
| Ansager #1               | Billy Slaughter         | Wolfgang Haas          |
| Jimmy Jacobs             | Tim True                | Andreas Borcherding    |
| Denise                   | Chédra Arielle          | Sandra Schwittau       |
| Denise (als Kind)        | Yanna Buttons           | Franziska Hartmann     |
| Ruth Givens              | Leslie Silva            | Michèle Tichawsky      |
| Robin Givens             | Laura Harrier           | Maresa Sedlmeir        |
| Barbara Walters          | Jackie Sanders          | Alisa Palmer           |
| Interviewer              | Scott Gremillion        | Mike Carl              |
| RJ                       | Santana A. Jackson      | Justus Rochow          |
| Autoverkäufer            | Stuart Luth             | Gerhard Jilka          |
| Kycia Johnson            | Summer Madison          | Patricia Strasburger   |
| Desiree                  | Li Eubanks              | Carolin Hartmann       |
| Cecilia Alexander        | Alisha S. Ward          | Irene Weber            |
| Pasha Oliver             | Madeleine Wood          | Kerstin Julia Dietrich |
| Townie Girl #1           | Mary Marguerite Hall    | Enea Boschen           |
| Townie Girl #2           | Mackenzie Page          | Viviana Schmidt        |
| Donald Washington        | Ronald Godfrey          | Andreas Borcherding    |
| Mary Washington          | Joy DeMichelle          | Michèle Tichawsky      |
| Louis Farrakhan          | Nasir Rahim             | Stefan Lehnen          |
| Choreographin            | Nicky Buggs             | Laura Egger            |
| Ray Ray                  | Diesel Madkins          | Dustin Peters          |
| Inmam Siddiq             | Garland Whitt           | Sebastian Griegel      |
| Lloyd                    | Theo Haddon             | Christian Reimer       |
| Crony                    | Kenneth Nance Jr.       | Henry Engels           |
| Alan M. Dershowitz       | Ian Lyons               | Uwe Kosubek            |
| Käpt'n Joe               | Lance E. Nichols        | Dieter Memel           |
| Dr. Maya Angelou         | Arischa Conner          | Irene Weber            |
| Steve 'Crocodile' Finch  | J. Lawrence Hughes      | Marc Rosenberg         |
| Monica Turner            | Clark Backo             | Katharina Friedl       |
| Grauhaariger Ansager     | Paul Ryden              | Andreas Borcherding    |
| Reporter #3              | James J. Fuertes        | René Oltmanns          |
| Evander Holyfield        | Johnny Alexander        | Stefan Lehnen          |
| Cutman                   | Kenneth Trujillo        | Benedikt Paulun        |
| Jackie                   | Dharma Moreau           | Sandra Schwittau       |
| Ansager #1               | Fred Galyean            | Matthias Kupfer        |
| Ansager #2               | Nick Caruso             | Christian Reimer       |
| Marilyn Murray           | Patricia Bethune        | Marion Hartmann        |
| Sol Xochitl              | Andrea Andrade          | Viviana Schmidt        |
| Kiki                     | Ash Santos              | Angelina Markiefka     |
| Bill Clinton             | Bill Clinton            | Dieter Memel           |
| Heckler                  | Willie Mellina          | Uwe Kosubek            |
| Kevin McBride            | Troy Brenna             | Benedikt Paulun        |

## Episodenliste
| Nr. | Deutscher Titel | Originaltitel | Erstveröffentlichung (USA) | Deutschsprachige Erstveröffentlichung (D/A/CH) | Regie           | Drehbuch                            |
| --- | --------------- | ------------- | -------------------------- | ---------------------------------------------- | --------------- | ----------------------------------- |
| 1   | Dieb            | Thief         | 25. Aug. 2022              | 16. Nov. 2022                                  | Craig Gillespie | Steven Rogers                       |
| 2   | Monster         | Monster       | 25. Aug. 2022              | 16. Nov. 2022                                  | Craig Gillespie | Steven Rogers                       |
| 3   | Liebhaber       | Lover         | 1. Sep. 2022               | 16. Nov. 2022                                  | Craig Gillespie | Keisha Zollar                       |
| 4   | Goldesel        | Meal Ticket   | 1. Sep. 2022               | 16. Nov. 2022                                  | Craig Gillespie | Darnell Brown                       |
| 5   | Desiree         | Desiree       | 8. Sep. 2022               | 16. Nov. 2022                                  | Tiffany Johnson | Samantha Corbin-Miller & Karin Gist |
| 6   | Knacki          | Jailbird      | 8. Sep. 2022               | 16. Nov. 2022                                  | Tiffany Johnson | Samantha Corbin-Miller              |
| 7   | Kannibale       | Cannibal      | 15. Sep. 2022              | 16. Nov. 2022                                  | Director X      | Mando Alvarado                      |
| 8   | Phönix          | Phoenix       | 15. Sep. 2022              | 16. Nov. 2022                                  | Director X      | Anthony Sparks                      |